# Boriszovkai járás

A Boriszovkai járás a Belgorodi területen

A Boriszovkai járás (oroszul Борисовский район) Oroszország egyik járása a Belgorodi területen. Székhelye Boriszovka.

## Népesség
- 1989-ben 52 261 lakosa volt.
- 2002-ben 26 282 lakosa volt.
- 2010-ben 26 252 lakosa volt.